# Companhia da Austrália Meridional

Localização do atual estado da Austrália Meridional na Austrália.

A Companhia da Austrália Meridional (9 de outubro de 1835 – 17 de março de 1949), também conhecida como Companhia Sul-Australiana, foi formada em Londres em 9 de outubro de 1835, após fazer lobby pela Associação da Austrália Meridional. O conselho fundador, liderado por George Fife Angas, consistia em ricos comerciantes britânicos para desenvolver um novo assentamento na Austrália Meridional. Seu objetivo era construir uma nova colônia cumprindo uma obrigação financeira essencial da Lei da Austrália do Sul de 1834.
A Companhia da Austrália Meridional encerrou seus negócios em 17 de março de 1949, quando foi liquidada pela Elders Trustee & Executor Company Ltd, que administrava seus negócios na Austrália desde a morte do último gerente colonial, Arthur Muller, em 1936.